# Liardetia scandens
Liardetia scandens är en snäckart som först beskrevs av Cox 1872.  Liardetia scandens ingår i släktet Liardetia och familjen Helicarionidae. Inga underarter finns listade i Catalogue of Life.